# Határ Győző
Határ Győző (szül. Hack Győző, Gyoma, 1914. november 13. – London, 2006. november 27.) Kossuth-díjas magyar író, költő, műfordító, filozófus, a Digitális Irodalmi Akadémia (DIA) alapító tagja, építész.

## Élete

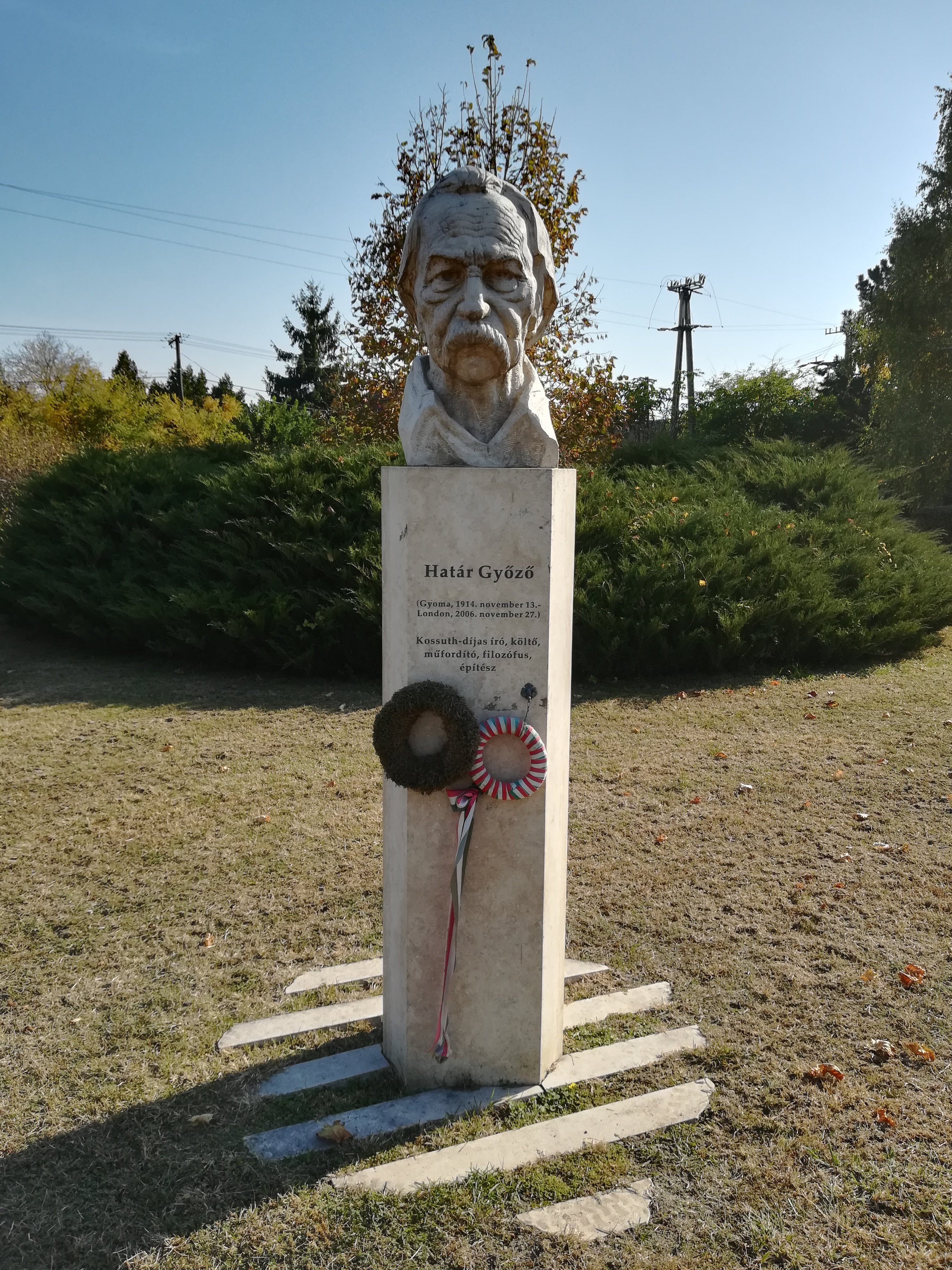
Határ Győző szobra Gyomaendrődön

Apja Hack Vilmos (1881–1958) erdélyi szász, a gyomai Kner Nyomda papírszakértője volt, aki az első világháborúban megrokkant; így a családot a későbbiekben az anya, Túri Mária Margit (szül. Teitelbaum Margit; 1888–1969) tartotta el. Anyai ágon zsidó családból származott; szülei házasságkötésükkor abban egyeztek meg, hogy gyermekeik az anya vallását követik. 1920-ban költöztek Budapestre. Nevét 1946-ban magyarosította.

### Tanulmányai
1933-ban a Markó utcai Bolyai Főreálgimnáziumban érettségizett. Univerzális tehetség volt; 16 évesen már a Zeneakadémián tanult hegedülni, melléktanszakon pedig zongorázni. A zenetanulással 17 évesen felhagyott, mert tanulmányi versenyen elért eredményei alapján, felvételt nyert a Műegyetem Építészmérnöki Karára Borbiró Virgil keze alá. 1938-ban szerzett diplomát.
Egyetemi évei alatt megtanult németül, olaszul, spanyolul, franciául, angolul. Egy évfolyamtársa szerbhorvátra tanította, orosz emigráns, nagypolgári családból származó szeretője pedig oroszra.
Építészként, még diploma előtt Hajós Alfréd irodájában dolgozott.

### Börtön és háború
1943-ban államellenes szervezkedés miatt elítélték, a Sátoraljaújhelyi Törvényszéki Fogházba került. Itt élte meg 1944. március 22-én a Sátoraljaújhelyi börtönlázadást, amit betörő SS egységek segítségével fojtottak el. A rabok élete – visszaemlékezések szerint – csak a sebesült börtönparancsnok (Lindenberger Lajos) közbelépésén múlt, aki nem engedte, hogy a sétaudvarra terelt több száz elítéltet a börtönt felügyelő Honvéd Vezérkari Főnök engedélye nélkül legéppuskázzák.
Büntetőszázadba tették, ahonnan az év végén, korábbi rabtársa segítségével sikerült megszöknie.
Pestre menekült, a Wallenberg-házban vészelte át a nyilasok rémuralmát. A Svéd-Ház lerohanását (1945. január 7.) egy szekrény felső polcán elbújva élte túl. Ezen az éjszakán innen mintegy 130 embert hurcoltak el és lőttek a Dunába.
A szovjetek „bevonulása” után szerencséje és orosz nyelvtudása életmentőnek bizonyult. Többször mentett meg nőket, asszonyokat az óvóhelyekre be-betörő katonák erőszakoskodásaitól, saját magát pedig a „málenkij robot”-tól.

### A háború utáni évek
A béke beköszöntével nehéz, keserű évek következtek. A „pártmaffia” mindenhol utolérte. Gerő Ernő feljegyezteti a nevét, amikor egy rabtársáról érdeklődött nála. A Csodák Országa HÁTSÓ-EURÁZIA kiadásához Lukács György segítségét kérte, ezért három napot kellett a rendőrségen eltöltenie. Édesanyját és nagybeteg apját is meghurcolták. Elkeseredettségében felvásárolta és elégette első, Ragyogó szívvel, remete daccal című verses kötetének fellelhető példányait. A későbbiekről viszont így írt az Életút-ban:

„Örömhírrel járok, atyámfia: vége a dögszürkeségnek, a monokróm kép bozsogni kezd és színesre vált. Csodálatos évek, kivételes esztendők voltak ezek Lorcsikám, a fordulat gyalázatos győzelméig; és a zsenge demokrácia végig defenzívában volt ugyan s váltig tudtuk, hogy e tiszavirágéveknek egyszer bealkonyul; de amíg tartott! És te! Mint mikor a szürke-fekete képernyő a tévén hirtelen színesre vált, így pompázott a színkép minden szivárványszínében a világ, és már pávafarkát bontogatta az irodalom. S magam meg mit tapasztaltam? Csak azt, hogy feltágul és legyezőszerűen kiszélesedik előttem az élet. Soha annyi új, értékes barátot, annyi érdekes embert, soha! Nem akarlak, de nem állhatom meg, hogy nevekkel el ne árasszalak hiszen csak győzzem: az újholdasok, az Európai Iskola; muzsikusok, festők, irodalmárok, patríciuscsaládok fejei, leányai, társasági potentátok; s mindez lavinaszerűen, egyszerre. Mezei Árpád, Pán Imre, Hamvas Béla, Weöres Sándor, Jékely Zsoli, Vajda Endre, Szentkuthy Miklós, az újholdasok felvonulása, Fantin-Latour ecsetjére méltó bársonypuha portrék költőkről-költőnőkről, Gyarmathy Erzsébetről, (az akkor még költőnő) Szabó Magdáról, Nemes Nagy Ágnesről… tudod mit? Ezekről majd részletesen, később. Hogy mint kezdtük el a Darling Eszpresszó irodalmi sarokasztalán mi négyen, sovány elégtételül, a vásott-gonoszkodó „sírverseket”, Végh György, Jékely Zoltán, Vajda Endre és magam; meg hogy mint kezdődtek el műtermemben, kéthetenként azok az emlékezetes, hol-zenei, hol-irodalmi estek, amelyeken a Szervánszky fivérektől a Válasz jeleseiig, majd mindenki felvonult.”

Hamvas Béla, Szentkuthy Miklós és Weöres Sándor barátságáról később különösen meleg szavakkal emlékezett meg az Életút lapjain, de Szabó Lőrincet, Füst Milánt, valamint a cimbalomművész Rácz Aladárt is barátai között tudhatta. Megszületett a „Heliane”, amit sikerült is kiadni 1947 karácsonyán. Ekkortájt, 1948-ban írta az Az Őrző Könyve című művét, amit – témáját tekintve – George Orwell 1984 című, ugyancsak 1948-ban írt regényéhez szoktak hasonlítani.
Mindeközben az UNRRA (United Nations Relief and Rehabilitation Organization) biztosított számára megélhetést, ahol angol tolmácsként és építészként alkalmazták. A mindennapokat azonban egyre inkább beárnyékolta a Rákosi-diktatúra. Az UNRRA-missziót felszámolták. Szovjet regények fordításából élt. 1949 közepén elhatározta hogy disszidál. 1950. január 13-án a határ közelében elfogták. A Szegedi Fegyház és Börtönbe került, ahol vallatták, aminek következtében bal fülére elveszítette a hallását.

### Újra börtönben
Két és fél évet kapott, amiből közel egy évet köztörvényesek között, a szegedi Csillag „börtönköztársaságában” töltött le. Ezután egy rabokból verbuvált titkos mérnöki irodába (saraska) került a Gyűjtő Kisfogházába. Itt a pénteki kivégzések kivételével – amikor falhoz állítva, szó nélkül és mozdulatlanul kellett hallgatniuk a halálraítéltek utolsó kiáltásait – viszonylag jó körülmények között tartották őket. Munkájuk szakirodalom fordításából, kaszárnyák, erődrendszerek, utak tervezéséből állt.
1951 nyarán Miskolcra szállították, a Rákosi Mátyás Nehézipari Műszaki Egyetem építkezésére (itt ismerkedett meg Cziffra György zongoraművésszel, akit kőfaragásra osztottak be, és csak fortélyok árán, rabtársai segítségével tudta megkímélni a kezét).
Később visszakerült a Sátoraljaújhelyi Országos Börtönbe, majd Hejőcsabára. Onnan büntetésből – a konyhán az ételért kitört verekedés miatt, amit „élelemfelvétel megtagadásának” minősítenek – a hírhedt Márianosztrai Fegyház és Börtönbe vitték. Az alultápláltságtól és a hidegtől félálomban töltött napokon született itt meg a Golghelóghi.

### Út az emigrációig
Szabadulása után egy évet az Állami Ipari Tervezőirodában dolgozott. Szőllősy Klára közreműködésével újra műfordítást vállalt. Számos nyelvből ültetett át magyarra prózát, (kis)regényeket és novellákat (a későbbiekben, élete emigráns korszakában pedig drámákat és költői műveket). Angol, francia, görög, latin, német, olasz, orosz, spanyol szerzőktől. Fordított többek között Lion Feuchtwangert, Jack London-elbeszéléseket, később Laurence Sterne Tristram Shandy című munkáját. Lassanként visszakerült a magyar irodalom vérkeringésébe. 1955-ben Rabelais Gargantua és Pantagruel fordítására kapott szerződést, a művel a forradalom kitörése miatt soha nem készült el.
Ekkortájt történt, hogy vőlegényjelöltként, épp háztűznézőből jövet, a Szegedről Pestre tartó vonaton megismerte későbbi feleségét, Prágai Piroskát. Szerelmes csatangolásaikból született meg a Tururu és Türürü című meseregény. 
Az 1956-os forradalom a Visegrádi Alkotóházban érte. Édesanyja telefonja hívta Pestre: „Ledöntötték a Sztálin-szobrot. Fiam, gyere azonnal!” Részlet az Életútból:
…„Lorcsikám: rettegek. Mert nem tudom, azoknak, akik annyira mindenestül túl vannak rajtunk és már a 2000-ik év felhágó évtizedeit tapossák, hogyan, miféle fortélyos irodalmi fogással tehetném »érdekessé« és »izgalmassá« azt a forradalmat, amely nekem minden fortély és fogás nélkül, úgy amint van, felejthetetlen, traumatikusan »gyönyörű«, és fantomfájdalmaival vissza-visszatér tagjaimba, hogy a róla való írás közben pórusaimon kigyöngyöz a hideg veríték…?!”
Orosztudásának ezúttal a forradalmárok vették hasznát: orosz kiskatonák kihallgatásában segített.

### Az emigráció évei
1957–76 között a BBC magyar osztályának munkatársa volt, 25 éven át angol diplomatákat tanított magyarra a brit külügyminisztérium megbízásából.
Nyugdíjba menetele évében, 1976-ban megalapította saját könyvkiadóját: a londoni Aurora 1996-ig mintegy 30 kötetet jelentetett meg, kizárólag saját műveit (melyeknek nem csupán megírója, kiadója és postai terjesztője volt, de a kötetek szedését is maga intézte). A jellegzetes, aranyszínű borítókat többnyire felesége, Prágai Piroska (Priscilla) tervezte.

### Halála
Két héttel halála előtt, részt vett az 1956-os forradalom 50. évfordulója alkalmából, a St. James's palotában, Károly trónörökös jelenlétében és fővédnökségével rendezett megemlékezésen. Az író 56-os visszaemlékezéséből olvasott fel.

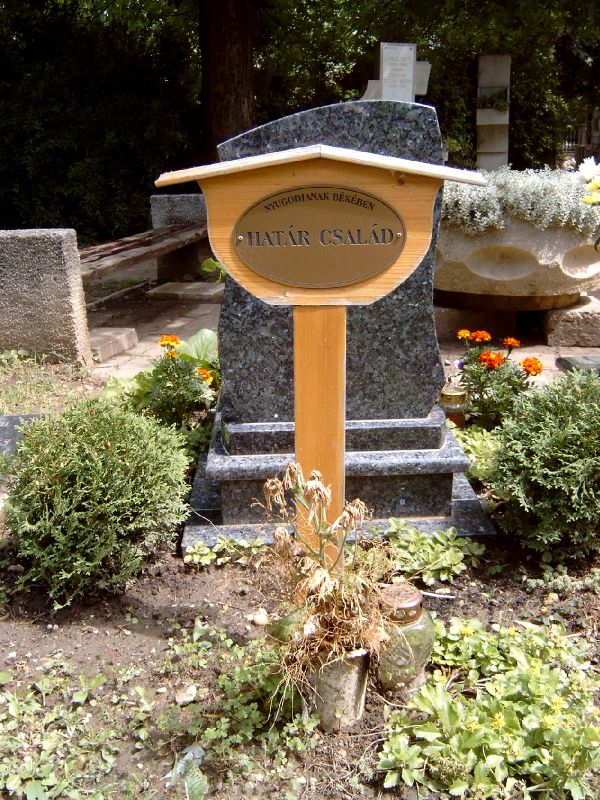
Határ Győző sírja Budapesten. Farkasréti temető: 60/8-1-73.

A londoni St. George's kórházban érte a halál, feleségét csak tíz nappal élte túl.
Temetése 2007. január 23-án 15 órakor volt Budapesten, a Farkasréti temetőben. Búcsúztatót mondott többek között az Egyesült Királyság magyarországi nagykövete, John Nichols, akit ő és felesége tanított magyarra, valamint Hiller István miniszter.
Az alkotót az Oktatási és Kulturális Minisztérium saját halottjának tekintette.
Szellemi hagyatékát: több tízezer kötetes könyvtárát, videókazettáit, rádióműsorairól készült felvételeket a Petőfi Irodalmi Múzeumra hagyta, wimbledoni háza és annak berendezési tárgyai felett pedig a magyar állam rendelkezhet.

## Művei
- Ragyogó szívvel, remete daccal (versek); Budapest, 1945, Vajna és Bokor [A kötet Hack Győző névvel jelent meg]
- Heliáne (regény); [Budapest, 1948], Magyar Téka
- Liturgikon (versek); [Budapest, 1948, Antiqua Nyomda] [Bibliofil kiadásban is]
- Pantarbesz (bölcseleti tanulmány); München, 1966, Aurora (Aurora Kiskönyvek)
- Hajszálhíd. Versek versben rímek rigmusok költemények három évtized terméséből. Budapest–Párizs–London (Weöres Sándor útrabocsátójával) [A szerző jegyzeteivel]; München, 1970, Aurora, 592 p. (Aurora könyvek) [Megjelent bibliofil változatban is]
- Sírónevető (drámák, 1–2. köt.) [A szerző jegyzeteivel és utószavával]; München, 1972, Aurora, 383. + 613 p. (Aurora könyvek) [Megjelent bibliofil kiadásban is]
- Az Őrző Könyve („Egregor.”) „Regényes elmélkedések” és „Üzenet a jövőből”. Őfelsége a császár legkegyelmesebb Engedelmével és Tulajdonában – az Udvari Könyvtár kézirattárából. A hiányzó részeket kiegészítette és ó-alánról új-hunra fordította – –. Hurpagopolisz 21** Ergasztobolszk [A kiadó utószavával]; München, 1974, Aurora (Aurora Könyvek)
- Golghelóghi Rémrettentő Képekkel Gonosz Kalandokkal teljes Csudaságos Históriája Ki Gézengúznak töredelmes volt, Jámbornak elvetemült Herék hergelték hurították Gazok gurultában gurították Törpének királyok nagyolták – óriásnak nép kicsinyelte Mint lett magán-csimpaszkodó Utolsó Szalmaszál és tőn akkoron-és olyan Penetencét, mikoron minek ereje – kihullott-utolsó-fogaiglan – elvásik Lőn megdicsőülése Gyalázatra és nagy Fénylésben sanyaró Újjászületése Magnus Ludus Passionalis Képek Ötvene ez Nagy Érzékeny Titokjáték PROLOGUSÁTÓL Kezdetre EPILOGUSÁVAL Kimenetelig [drámaciklus] [A szerző utószavával és jegyzeteivel]; [London, 1976], Aurora (Aurora Ezotéria)
- Álomtörténelem (egyfelvonásos) = Az embernek próbája. (Emlékkönyv); Amszterdam, 1976, Hollandiai Mikes Kelemen Kör. 59–62. p.
- Intra muros. Tanulmány a véleményről, a hitről – a meggyőződésről. Ellenvetéseit glosszáriumba gyűjtötte és aporematikus kiegészítéseivel ellátta Vincent Geoffry James Hatar, junior; [London, 1978], Aurora (Aurora Ezotéria 2.)
- A rákóra ideje; London, 1982, Aurora (Aurora Ezotéria 4.) (Aurora Könyvek) [Gerinccím: Szélhárfa I.]
- Félreugrók, megtántorodók; London, 1983, Aurora (Aurora Ezotéria 5.) (Aurora Könyvek) [Gerinccím: Szélhárfa II.]
- Antisumma; London, 1983, Aurora (Aurora Ezotéria 6.) (Aurora Könyvek) [Gerinccím: Szélhárfa III.]
- Pepito és Pepita (regény) [A szerző előszavával]; [London, 1983-1984], Aurora
- Anibel (regénytrilógia) [A szerző utószavával]; [London, 1984], Aurora
- Éjszaka minden megnő (Archie Dumbarton) (Abszktrakt regény) [A szerző utószavával]; [London, 1984], Aurora (Aurora Regénytár)
- Köpönyeg sors. Iulianosz Ifjúsága. Lélekrajzi regény a Nagyságos Elköltözöttek Lelkei éteri beszélgetéséből kiszűrte a Megváltó és Halhatatlan Isteneknek odafenn és tinéktek itt alant elébocsátja epitomátora – – ; [London, 1985], Aurora (Aurora Könyvek)
- De nobis fabula (avagy Szemelvények egy Non-Person emlékezéseiből); [München, 1985. klny.], 109–130. p. [Különlenyomat az Önarcképünk sorsunk tükrében 1945–1949 című, a hollandiai Mikes Kelemen Kör által 1984-ben kiadott könyvből.]
- Lélekharangjáték. Messzegurult álmok odalett fülcsengése összecsáklyázott élet-uszadékok a folyamközépről veszett szélfúvásban veszendő évek sallangja-cafrangja bátorságos erőmerítés halálnak eltréfálásában elhajtott jószág találomra-keresgélése tolvajfosztó orgazdálkodás marhavásárterén gazdájuktól elbitangolt ritornellók kínkereszt-rímek – kiművelt galamátyok makámeák és mekegemmák versbeszéd és költeményes kiolvasóka tallózás a líra torkolatvidékén: Lélekharangjáték; [London, 1986, Aurora] (Aurora Könyvek)
- Éjszaka minden megnő (Archie Dumbarton) (Absztrakt regény); Budapest, 1986, Magvető
- Pepito és Pepita (regény) [A szerző utószavával]; Budapest, [1986], Szépirodalmi
- Angelika kertje (Mesék, nosztalgiák; 1. köt.); [London, 1987], Aurora [Borítócím: Angelika kertje és egyéb elbeszélések. A kötetjelzés csak a gerincen olvasható és ezen a címen második kötet nem jelent meg.]
- A szép Palásthyné a más álmában közösül és egyéb elbeszélések (2. köt.); [London, 1987], Aurora [Ezen a címen első kötet nem jelent meg.]
- Az ég csarnokai; [London, 1987, Aurora] (Aurora Ezotéria 7.)
- Anibel (regénytrilógia); Budapest, 1988, Szépirodalmi
- Görgőszínpad A középkori angol titokjátékokból mutatóba egybeszedett kisded florilégium… egybeválogatója és magyar versekre forgatója… – –. [misztériumok és a függelékben versfordítások a szerző bevezetőjével és kiegészítésével]; Budapest, 1988, Szent István Társulat
- Medvedorombolás. A Tuskólábú versbefoglalt kóborjárásai a kórságos nyavalyák és a halálközelítés Morbid Mappáján (versek); [London, 1988], Aurora
- Bojszintó (versek, szerk.: Szakolczay Lajos); Budapest, 1989, [k.n.]
- Boldogságról, szenvedésről (versek); Békéscsaba, 1989, [Megyei Könyvtár] (Poesis Hungarica)
- Csodák Országa HÁTSÓ-EURÁZIA avagy a Hajnali Novellák. Filozófusregény (1–2. köt.); [London, 1989, Aurora] (Aurora Regénytár)
- A Fontos Ember (regény); [London, 1989], Aurora, (Aurora Regénytár)
- A Fontos Ember (regény); Szeged, [1989], JATE Kiadó
- Golghelóghi Rémrettentő Képekkel Gonosz Kalandokkal teljes Csudaságos Históriája Ki Gézengúznak töredelmes volt, Jámbornak elvetemült Herék hergelték hurították Gazok gurultában gurították Törpének királyok nagyolták – óriásnak nép kicsinyelte Mint lett magán-csimpaszkodó Utolsó Szalmaszál és tőn akkoron-és olyan Penetencét, mikoron minek ereje – kihullott-utolsó-fogaiglan – elvásik Lőn megdicsőülése Gyalázatra és nagy Fénylésben sanyaró Újjászületése Magnus Ludus Passionalis Képek Ötvene ez Nagy Érzékeny Titokjáték PROLOGUSÁTÓL Kezdetre EPILOGUSÁVAL Kimenetelig (1–2. köt.) [A szerző utószavával és jegyzeteivel]; [Szombathely, 1989, Életünk] (Életünk Könyvek)
- Eumolposz avagy A hazudozás zsoltára (regény); [London, 1990, Aurora] (Aurora Regénytár)
- Légy minaret!; [London, 1990], Aurora (Aurora Regénytár) [Gerinccím: Rólunk szól a történet I.]
- A költészet kiskátéja; [London, 1990], Aurora (Aurora könyvek) [Gerinccím: Rólunk szól a történet II.]
- Az ige igézetében; [London, 1990], Aurora (Aurora Regénytár) [Gerinccím: Rólunk szól a történet III.]
- A léleknek rengése. Válogatott versek 1933–1988 (vál., szerk.: Parancs János); [Budapest, 1990], Orpheusz Kiadó (Orpheusz Könyvek)
- Halálfej. Gajdok – klapanciák rigmarolárék átokformulák és bökversek remegő-rímek – hullakamra-áthallások aritmiák – halállátó nyelvgyök-remegések és Példatár a vénkor esdekléseiből; [London, 1991], Aurora
- Heliáne (regény, 2. kiad.) [Reprint]; Budapest, 1991, Magvető
- Intra muros. Tanulmány a véleményről, a hitről, a meggyőződésről [A szerző utószavával]; Budapest, 1991, Pannon
- Irodalomtörténet (kritikák, a BBC és a Szabad Európa Rádióban elhangzott könyvismertetések anyagából, vál. és szerk.: Lakatos István); [Békéscsaba, 1991], Tevan
- Filozófiai zárlatok (Epigrammata Profana) [Szabó Zoltán: Fogódzó (Bevezetés Határ Győző bölcseletébe)]; [London, 1992], Aurora (Aurora Ezotéria 8.)
- Mangún és más hang-, mese-, és színpadi játékok [az előszót írta: Csiky Ágnes Mária]; London, 1992, Aurora (Aurora Könyvek VII.)
- Az Őrző Könyve („Egregor.”) „Regényes elmélkedések” és „Üzenet a jövőből”. Őfelsége a császár legkegyelmesebb Engedelmével és Tulajdonában – az Udvari Könyvtár kézirattárából. A hiányzó részeket kiegészítette és ó-alánról új-hunra fordította – – . Hurpagopolisz 21** Ergasztobolszk; [Szombathely], 1992, Életünk (Életünk Könyvek. A nyugati magyar irodalom gyöngyszemei)
- Üvegkoporsó. Ódon versek édes-mindnyájunk felejtőkéjéből előhalászta HGy (Győző bácsi); London, 1992, Aurora (Aurora Könyvek)
- Életút I. [Kabdebó Lóránt magnetofon-felvételei alapján]; [Szombathely], 1993, [Életünk] (A nyugati magyar irodalom gyöngyszemei) [A kötet alcíme a borítón: Oly jó követni emberélet!]
- Özön közöny. Elmélkedés az elmélkedésről, mint önmaga tárgyáról – az ismeretről, mint szemléleti formáról (2. kiad.) [a szerző utószavával]; London, 1993, Aurora (Aurora Ezotéria 3.)
- Életút II. [Kabdebó Lóránt magnetofon-felvételei alapján]; [Szombathely], 1994, [Életünk] (A nyugati magyar irodalom gyöngyszemei) [A kötet alcíme a borítón: Minden hajó hazám]
- A fülem mögött (Karcolatok); London, 1994, Aurora (Aurora Ezotéria)
- Lelencek zsoltára; könyvterv.,ill. M. Tóth Éva; Magyar Iparművészeti Főiskola, Budapest, 1994 [bibliofil kiadás]
- Életút III. [Kabdebó Lóránt magnetofon-felvételei alapján]; [Szombathely], 1995, [Életünk] (A nyugati magyar irodalom gyöngyszemei) [A kötet alcíme a borítón: Partra vetett bálna]
- Léptékváltás (Három filozófiai tanulmány); Budapest, 1995, Magyar Írószövetség–Belvárosi Könyvkiadó
- Álomjáró emberiség (Karcolatok); London, 1996, Aurora (Aurora Ezoteria)
- Bábel tornya (A szerző válogatása életművéből); [Budapest, 1996, Trikolor–Intermix Kiadó] (Örökségünk)
- Köpönyeg sors. Iulianosz Ifjúsága. Lélekrajzi regény a Nagyságos Elköltözöttek Lelkei éteri beszélgetéséből kiszűrte a Megváltó és Halhatatlan Isteneknek odafenn és tinéktek itt alant elébocsátja epitomátora – – . (1–2. köt.); [Szombathely, 1997, Életünk–Faludi Ferenc Alapítvány] (A nyugati magyar irodalom gyöngyszemei) (Életünk Könyvek)
- Medaillon Madonna (Költeményes könyv); Budapest, [1997], Széphalom Könyvműhely
- A Fény Megistenülése (Fejezetek a filozófia abszurd drámájából. Referátum); Budapest, 1998, Terebess
- „H. Gy. levelesládája” (Válogatott versek, szerk., ut.: – –); Budapest, [1998], Unikornis (A magyar költészet kincsestára)
- Keleti kulisszák (színjátékok); Budapest, 1999, Terebess
- Szélhárfa. A rákóra ideje. Félreugrók – megtántorodók. Antisumma (szerk.: Somogyi Gréta); [Budapest], 2000, Argumentum
- A Karkasszban (versek); Budapest, 2000, Littera Nova
- Szentföld a Föld (esszék); Budapest, 2000, Kortárs
- Darályvilág Buzdugániában (pamflet); Miskolc, 2001, Felsőmagyarország
- Antibarbarorum libri. Bölcseleti írások (1–2. köt.) (sajtó alá rend.: Somogyi Gréta, Tóth Magdolna); [Budapest], 2001, Argumentum
- Drámák (szerk.: Somogyi Gréta, Tóth Magdolna, utószó: Margócsy Klára); Budapest, 2002, Argumentum
- Pepito és Pepita (regény); Budapest, 2002, epl
- Tururu és Türürü. A testvérpár első, szerencse-próbáló világjárása. Mesekönyv huszonnégy felmondásban; Budapest, 2002, Littera Nova
- Alapigazságaink (Nagardzsuna) Műhelyforgácsok egy bölcseleti aforisztikából; [Budapest, 2003], Szabad Föld
- A fontos ember (regény); Budapest, 2003, Serdián
- Vitézlő Tururu nyaktörő kalandjai és szivárványos széphistóriája, melyben merészségén boldogságot nyer; Budapest, 2003, Littera Nova
- Haza a magasföldszinten. Soknyelű veszett fejszék eszeveszett kajtatása, odakáprázott palotahomlokzatok lassított ránkomlása, lépcsőházi utógondolatok a rossz házszám alatt és még sok más tudninemillő és nemvaló ildomtalanságok; Budapest, 2004, Szabad Föld
- Merengő éjszakák (versek); Budapest, 2004, Littera Nova
- Üveggolyó. Új versek; Budapest, 2004, Új KÉZirat–Széphalom Könyvműhely
- Golghelóghi rémrettentő képekkel gonosz kalandokkal teljes csudaságos históriája... Nagy érzékeny titokjáték... [Budapest], Argumentum, 2005
- A szép Palásthyné a más álmában közösül és egyéb elbeszélések; [Budapest], 2005, Argumentum
- Csodák országa Hátsó-Eurázia [A szerző két előszavával, egy utószavával és két levél hasonmásával]; [Budapest], 2005, [Serdián]
- Határ-breviárium (összeáll.: Szente Imre); [Budapest, 2005], Serdián
- Plasztikzacskó. Új versek; Budapest, 2006, Széphalom Könyvműhely
- 2984. Mihaszna eszmék turkálója melyektől mérgében Szürke Kérgében gondolójuk szabadulni nem tud önfelkérődző pleonazmusok tautológiás ömlése rozsdás szecskavágó csürüszkölése kinek fülsértésére nincs mentség magamentségére az elmélődőnek ágrólszakadófélben (esszék); Budapest, Írott Szó Alapítvány–Magyar Napló, 2007
- Télikék. Az utolsó évek versei; szerk. Mezey Katalin; Széphalom Könyvműhely, Budapest, 2010

### Műfordításai

#### Önálló kötetek
- Panfjorov, Fjodor Ivanovics: Harc a békéért; Révai, Budapest, 1949; 311 o.
- Solohov, Mihail Alekszandrovics: Akik a hazáért harcoltak (részletek); Honvédelmi Minisztérium Politikai Főcsoportfőnökség, Budapest, 1949; 64 o. (A Néphadsereg Kiskönyvtára)
- Pratolini, Vasco: Szegény szerelmesek krónikája; Új Magyar Könyvkiadó, Budapest, 1955; 334 o.
- Feuchtwanger, Lion: Rókák a szőlőben; Új Magyar Könyvkiadó, Budapest, 1956; 808 o.
- Katajev, Valentyin: Hajrá!; Új Magyar Könyvkiadó, Budapest, 1956; 319 o. (Szovjet írók válogatott művei)
- Sterne, Laurence: Tristram Shandy úr élete és gondolatai; Új Magyar Könyvkiadó, Budapest, 1956; 641 o. (A világirodalom klasszikusai)
- Cervi, Alcide: Hét fiam volt; Móra, Budapest, 1957; 162 o. + melléklet
- Heym, Stefan: Keresztesvitézek; Zrínyi, Budapest, 1957; 885 o. [Tatár Győző néven]
- Sterne, Laurence: Érzelmes utazás Francia-, és Olaszországban (Kazinczy Ferenc fordításának felhasználásával); Európa, Budapest, 1957; 265 o.

#### Fontosabb műfordításai gyűjteményes kötetekben, másokkal (első megjelenések)
- Jack London: Válogatott elbeszélések I-II.; ford. többekkel; Új Magyar Könyvkiadó, Budapest; 1955; 431+343, o., ill.
- Jack London: Északi Odyssea; in: Ádám előtt, ford. többekkel; Szépirodalmi Budapest, 1956; 212 o. (Olcsó könyvtár)
- Imposztorok tűköre. Spanyol kópé-regények; ford. többekkel, Mateo Alemán: Guzmán de Alfarache, a zsivány élete és kalandjai, avagy az Emberélet Kémlelője; Francisco de Quevedo: Imposztorok tűköre, bitangok példaképe, a don Pablosnak nevezett Selyma históriája; Alonso de Castillo Solórzano: A sevillai nyest, avagy a Bugyellárisok Horga; Európa, Budapest, 1957; 505 o., ill.
- Rimbaud, Arthur: Egy évad a pokolban; in: Napfény és hús. Arthur Rimbaud minden verse, prózája és válogatott levelei; Kozmosz Könyvek, Budapest, 1989; 387 o. (A világirodalom gyöngyszemei)

### Könyvei idegen nyelveken
- Pépito et Pépita (ford. Pierre Grosz); Julliard, Paris, 1963; 272 p. (Les Lettres Nouvelles, 36.)
- Anibel (ford. Jeanne Faure-Cousin, M. L. Kassai); Denoël, Paris, 1969; 240 p. (Les lettres nouvelles)
- Archie Dumbarton. Une histoire criminelle (ford. Jeanne Faure-Cousin, Georges Kassai [Kassai György]); Denoël, Paris, 1977; 204 p. (Les lettres nouvelles)
- The Right to Sanity. A Victor Hatar reader (ford. George F. Cushing et al.); Corvina, Budapest, 1999; 400 p. (válogatás életművéből)

### Róla szóló szakirodalom, önálló kötetek
- G. Komoróczy Emőke: Felvonásvég a világszínpadon. Vezérlő kalauz Határ Győző bölcseleti munkáihoz. Stádium, Budapest, 1994
- Csiky Ágnes Mária: Volt egyszer egy ötödik síp. Tollrajzok a nyugati magyar irodalom térképéhez; Bethlen, Budapest, 1996
- Határ Győző bibliográfia. Emlékkönyv Határ Győző 85. születésnapjára. "50 éve Miskolcon" (szerk. Kabdebó Lóránt, a bibliográfiát összeáll. Buda Attila) Miskolc, 1999, Miskolci Egyetem Bölcsészettudományi Intézet Modern Magyar Irodalomtörténeti Tanszék[8]
- Rugási Gyula: XX. századi freskó. Határ Győző életművéről. Széphalom Könyvműhely, Budapest, 2000
- G. Komoróczy Emőke: Határ Győző életműve. "Bízom dolgom az időre". Stádium, Budapest, 2003
- Mohácsi János: Határ Győző regénypoétikája. Esszék, tanulmányok. Széphalom Könyvműhely, Budapest, 2015

### Hangfelvételek, megzenésítések
- Határ Győző: A popmester három hadarórigmusa ("bakelitlemez", a szerző korábbi házi hangfelvételeinek szerkesztett változata), Hungaroton, Budapest, 1992, LPX 14230
- Dinnyés József: Panaszdalok. Határ Győző versei. Aranyalmás Kiadó, [Budapest], 2009

### Digitalizált művei
A Digitális Irodalmi Akadémia honlapjáról:
- Anibel	regény	Szépirodalmi Könyvkiadó	Budapest	1988
- Csodák Országa HÁTSÓ-EURÁZIA	regény	Aurora	London	1988
- Darályvilág Buzdugániában	levélregény	Felsőmagyarország Kiadó	Miskolc	2001
- Életút	interjú	Életünk – Faludi Ferenc Alapítvány	Szombathely	1993
- Halálfej	versek	Aurora	London	1991
- Heliáne	regény	Magvető Könyvkiadó	Budapest	1991
- Intra muros	tanulmány	Pannon Könyvkiadó	Budapest	1991
- Köpönyeg sors	regény	Életünk – Faludi Ferenc Alapítvány	Szombathely	1997
- Medvedorombolás	versek	Aurora	London	1988
- Pepito és Pepita	regény	Szépirodalmi Könyvkiadó	Budapest	1986
- Üvegkoporsó	versek	Aurora	London	1992

## Díjai, elismerései
- Cleveland díszpolgára (1970)
- Magyar Köztársaság Aranykoszorúval Ékesített Csillagrendje (1989)
- Alföld-díj (1989)
- Kossuth-díj (1991)
- A hévízi Csokonai Vitéz Mihály Társaság Csokonai-díja (1991)[9]
- Széchenyi Irodalmi és Művészeti Akadémia tagja (1993)
- Gyomaendrőd díszpolgára (1994)
- Miskolci Egyetem díszdoktora (1994)
- A Magyar Köztársasági Érdemrend középkeresztje (1994) 1994. június 16-án megkapta az angol királynő engedélyét az érdemrendek viseléséhez.
- Salvatore Quasimodo Költői Verseny Nagydíja (1996)
- Budapesti Műszaki Egyetem Építészmérnöki Karának arany- és gyémántdiplomája (1998)
- Márai Sándor-díj (2001)
- Pro Cultura Hungarica díj (2004)
- Magyar Írószövetség Elnökségének örökös tagja (2005)